# Rostki (powiat łomżyński)
Rostki – wieś w Polsce, położona w województwie podlaskim, w powiecie łomżyńskim, w gminie Jedwabne
| SIMC    | Nazwa   | Rodzaj    |
| ------- | ------- | --------- |
| 0398474 | Grabnik | część wsi |

Wierni kościoła rzymskokatolickiego należą do parafii św. Jakuba Apostoła w Jedwabnem.

## Historia
Prywatna wieś szlachecka Rośtki-Iłowo położona była w drugiej połowie XVI wieku w powiecie wiskim ziemi wiskiej województwa mazowieckiego. W czasach zaborów w granicach Imperium Rosyjskiego. W 1827 r. wieś leżała w powiecie łomżyńskim, gminie Bożejewo i należała do dóbr Olszyny. Dzieliła się na Rostki Duże, liczące  domów z 45 mieszkańcami i Rostki Małe z 1 domem i 7 mieszkańcami. W latach 1921–1939 wieś leżała w województwie białostockim, w powiecie kolneńskim, w gminie Jedwabne.
Według Powszechnego Spisu Ludności z 1921 roku wieś zamieszkiwało 57 osób w 10 budynkach. Miejscowość należała do parafii rzymskokatolickiej w Jedwabnem. Podlegała pod Sąd Grodzki w Stawiskach i Okręgowy w Łomży; właściwy urząd pocztowy mieścił się w Jedwabnem.
W wyniku napaści ZSRR na Polskę we wrześniu 1939 miejscowość znalazła się pod okupacją sowiecką. 2 listopada została włączona do Białoruskiej SRR. 4 grudnia 1939 włączona do nowo utworzonego obwodu białostockiego. Od czerwca 1941 roku pod okupacją niemiecką. 22 lipca 1941 r. włączona w skład okręgu białostockiego III Rzeszy.
W latach 1975–1998 miejscowość administracyjnie należała do województwa łomżyńskiego.